# Furukawa Yoshio
Furukawa Yoshio (sinh ngày 5 tháng 7 năm 1934) là một cầu thủ bóng đá người Nhật Bản.

## Đội tuyển bóng đá quốc gia Nhật Bản
Furukawa Yoshio thi đấu cho đội tuyển bóng đá quốc gia Nhật Bản từ năm 1956 đến 1962.

## Thống kê sự nghiệp
| Đội tuyển bóng đá Nhật Bản | Đội tuyển bóng đá Nhật Bản | Đội tuyển bóng đá Nhật Bản |
| Năm                        | Trận                       | Bàn                        |
| -------------------------- | -------------------------- | -------------------------- |
| 1956                       | 3                          | 0                          |
| 1957                       | 0                          | 0                          |
| 1958                       | 3                          | 0                          |
| 1959                       | 10                         | 0                          |
| 1960                       | 0                          | 0                          |
| 1961                       | 1                          | 0                          |
| 1962                       | 2                          | 0                          |
| Tổng cộng                  | 19                         | 0                          |